# Magdalena Śliwa
Magdalena Śliwa (née Szryniawska le 17 novembre 1969 à Maków) est une ancienne joueuse de volley-ball polonaise, désormais entraîneur. Elle mesure 1,74 m et jouait au poste de passeuse. Elle a totalisé 359 sélections en équipe de Pologne. Sa fille Izabela Śliwa est également joueuse de volley-ball. 

## Biographie
Elle a terminé sa carrière de volleyeuse professionnelle en mai 2015.

## Clubs
| Club                      | De        | À         |
| ------------------------- | --------- | --------- |
| Wisła Cracovie            | 1986-1987 | 1991-1992 |
| PSPS Chemik Police        | 1992-1993 | 1995-1996 |
| BKS Stal Bielsko-Biała    | 1996-1997 | 1997-1998 |
| Pallavolo Sirio Perugia   | 1998-1999 | 2000-2001 |
| Volley Bergamo            | 2001-2002 | 2001-2002 |
| BKS Stal Bielsko-Biała    | 2002-2003 | 2002-2003 |
| Giannino Pieralisi Volley | 2003-2004 | 2003-2004 |
| Vicenza Volley            | 2004-2005 | 2005-2006 |
| Wisła Cracovie            | 2006-2007 | 2007-2008 |
| MKS Dąbrowa Górnicza      | 2008-2009 | 2009-2010 |
| Trefl Sopot               | 2010-2011 | 2010-2011 |
| MKS Dąbrowa Górnicza      | 2011-2012 | 2012-2013 |
| Budowlani Łódź            | 2013-2014 | 2014-2015 |

## Palmarès

### Équipe nationale
- Championnat d'Europe
  - Vainqueur : 2003, 2005.

### Clubs
- Championnat de Pologne
  - Vainqueur : 1994, 1995, 2003.
  - Finaliste : 1990, 2011, 2013.
- Coupe de Pologne
  - Vainqueur : 1993, 1994, 1995, 2012, 2013.
  - Finaliste : 1996, 1997, 1998.
- Supercoupe de Pologne
  - Vainqueur : 2012.
- Championnat d'Italie
  - Vainqueur : 2002.
- Coupe d'Italie
  - Vainqueur : 1999.
  - Finaliste : 2002.
- Supercoupe d'Italie
  - Finaliste : 2001.
- Ligue des champions
  - Finaliste :2002.
- Coupe des Coupes
  - Vainqueur : 2000.
- Coupe de la CEV
  - Finaliste : 2004.

### Distinctions individuelles
- Championnat d'Europe de volley-ball féminin 2003: Meilleure passeuse.